# Coupe Gambardella 2024-2025
 (novembre 2024).
Si vous disposez d'ouvrages ou d'articles de référence ou si vous connaissez des sites web de qualité traitant du thème abordé ici, merci de compléter l'article en donnant les références utiles à sa vérifiabilité et en les liant à la section « Notes et références ».
Navigation
Édition précédente Édition suivante
La Coupe Gambardella 2024-2025 est la 71e édition de la Coupe Gambardella de football. Elle est organisée durant la saison 2024-2025 par la Fédération française de football et se déroule sur toute la saison, de septembre à mai. La compétition à élimination directe met aux prises les équipes de moins de 18 ans des clubs à travers la France. Les joueurs qualifiés dans la compétition sont nés au plus tôt le 1er janvier 2007.

## Calendrier
| Tour                              | Dates retenues         | Équipes participantes  | Équipes restantes      |
| Phase régionale (2024)            | Phase régionale (2024) | Phase régionale (2024) | Phase régionale (2024) |
| --------------------------------- | ---------------------- | ---------------------- | ---------------------- |
| Tours régionaux                   | Dates régionales       |                        |                        |
| Finales régionales                | dimanche 24 novembre   | 144                    | 72                     |
| Phase finale (2024 et 2025)       |                        |                        |                        |
| Entrée des 55 clubs nationaux U19 |                        |                        |                        |
| 1er tour fédéral                  | dimanche 15 décembre   | 127                    | 64                     |
| Trente-deuxièmes de finale        | dimanche 12 janvier    | 64                     | 32                     |
| Seizièmes de finale               | dimanche 2 février     | 32                     | 16                     |
| Huitièmes de finale               | dimanche 2 mars        | 16                     | 8                      |
| Quarts de finale                  | dimanche 30 mars       | 8                      | 4                      |
| Demi-finales                      | dimanche 20 avril      | 4                      | 2                      |
| Finale                            | samedi 24 mai          | 2                      | 1                      |

## Résultats

### 1ertour fédéral
La répartition du nombre de clubs qualifiés pour ce tour par ligue régionale est déterminé par la fédération.
Le tirage au sort a lieu le 28 novembre 2024.
Les rencontres ont lieu le dimanche 15 décembre 2024.
- Groupe A

| 14 décembre | Dijon FCO (1) | 7 – 0 | CERFA FC (Guadeloupe) |  |  |
|             |               |       |                       |  |  |

| 15 décembre | ASPTT Dijon (2) | 0 – 1 | AJ Auxerre (1) |  |  |
|             |                 |       |                |  |  |

| 15 décembre | FC Annecy (2) | 1 – 1 | AS Saint-Étienne (1) |  |  |
|             |               |       |                      |  |  |

| 14 décembre | AS Beaune (2) | 0 – 3 | Sud Haut-Marnais (2) |  |  |
|             |               |       |                      |  |  |

| 15 décembre | US Cosne (2) | 0 – 1 | GFA Rumilly-Vallières (2) |  |  |
|             |              |       |                           |  |  |

| 15 décembre | Clermont Foot 63 (1) | 3 – 3 | Andrézieux-Bouthéon FC (1) |  |  |
|             |                      |       |                            |  |  |

| 15 décembre | ASM Belfort (2) | 3 – 1 | CA Pontarlier (2) |  |  |
|             |                 |       |                   |  |  |

| 15 décembre | Olympique lyonnais (1) | 4 – 0 | Racing Besançon (1) |  |  |
|             |                        |       |                     |  |  |

- Groupe B

| 11 décembre | OGC Nice (1) | 1 – 0 | AC Ajaccio (1) |  |  |
|             |              |       |                |  |  |

| 13 décembre | AS Saint-Priest (2) | 3 – 2 | Gazélec Ajaccio (1) |  |  |
|             |                     |       |                     |  |  |

| 15 décembre | Gap Foot 05 (2) | 1 – 0 | FC Lyon (2) |  |  |
|             |                 |       |             |  |  |

| 14 décembre | Avenir Sud Ardèche (3) | 2 – 1 | Le Puy Foot 43 (2) |  |  |
|             |                        |       |                    |  |  |

| 15 décembre | AS Monaco (1) | 3 – 1 | Marignane Gignac FC (1) |  |  |
|             |               |       |                         |  |  |

| 15 décembre | CS Neuville-sur-Saône (2) | 1 – 1 | SC Montredon-Bonneveine (2) |  |  |
|             |                           |       |                             |  |  |

| 15 décembre | SC Bastia (2) | 4 – 0 | AS Ghisonaccia-Prunelli (1) |  |  |
|             |               |       |                             |  |  |

| 15 décembre | AS Cannes (2) | 1 – 4 | Olympique de Marseille (1) |  |  |
|             |               |       |                            |  |  |

- Groupe C

| 14 décembre | AS Montferand (2) | 1 – 1 | Nîmes Olympique (2) |  |  |
|             |                   |       |                     |  |  |
|             | Tirs au but 2 – 4 |       |                     |  |  |

| 15 décembre | Canet-Roussillon FC (2) | 1 – 5 | Montpellier HSC (1) |  |  |
|             |                         |       |                     |  |  |

| 15 décembre | Trélissac Antonne FC (2) | 2 – 2 | Toulouse FC (1) |  |  |
|             |                          |       |                 |  |  |

| 15 décembre | SC Air-Bel (1) | 0 – 1 | US Colomiers (1) |  |  |
|             |                |       |                  |  |  |

| 15 décembre | Les Croisés SA Bayonne (2) | 0 – 3 | Rodez AF (1) |  |  |
|             |                            |       |              |  |  |

|  | Olympique d'Alès (2) | Q | Exempt |  |  |
|  |                      |   |        |  |  |

| 15 décembre | Clermont Saint-Jacques (2) | 3 – 2 | Olympique rovenain (1) |  |  |
|             |                            |       |                        |  |  |

| 15 décembre | Pau FC (2) | 2 – 0 | US Castanet-Tolosan (2) |  |  |
|             |            |       |                         |  |  |

- Groupe D

| 14 décembre | UA Niort Saint-Florent (2) | 0 – 3 | Le Poiré-sur-Vie VF (2) |  |  |
|             |                            |       |                         |  |  |

| 14 décembre | FC Ouest Tourangeau (2) | 1 – 3 | Tours FC (1) |  |  |
|             |                         |       |              |  |  |

| 14 décembre | Fontenay-le-Comte VF (2) | 0 – 1 | Angers SCO (1) |  |  |
|             |                          |       |                |  |  |

| 15 décembre | Bergerac Périgord FC (2) | 2 – 2 | SA Mérignac (1) |  |  |
|             |                          |       |                 |  |  |

| 14 décembre | AC Nort-sur-Erdre (3) | 0 – 3 | FC Nantes (1) |  |  |
|             |                       |       |               |  |  |

| 15 décembre | Stade poitevin (2) | 3 – 3 | SC Beaucouzé (1) |  |  |
|             |                    |       |                  |  |  |

| 15 décembre | Saint-Nazaire AF (2) | 1 – 3 | Blois Foot 41 (2) |  |  |
|             |                      |       |                   |  |  |

| 15 décembre | Sablé-sur-Sarthe FC (2) | 1 – 2 | US Orléans (1) |  |  |
|             |                         |       |                |  |  |

- Groupe E

| 14 décembre | US Changé (2) | 0 – 1 | Dinan-Léhon FC (2) |  |  |
|             |               |       |                    |  |  |

| 14 décembre | AS Mulsanne-Téloché (2) | 3 – 3 | FC Lorient (1) |  |  |
|             |                         |       |                |  |  |
|             | Tirs au but 4 – 3       |       |                |  |  |

| 15 décembre | Stade briochin (2) | 0 – 0 | Stade rennais FC (1) |  |  |
|             |                    |       |                      |  |  |

| 15 décembre | US Granville (2) | 1 – 3 | Stade lavallois (1) |  |  |
|             |                  |       |                     |  |  |

| 14 décembre | CPB Rennes Bréquigny (2) | 1 – 4 | Stade brestois 29 (1) |  |  |
|             |                          |       |                       |  |  |

| 14 décembre | Stade pontivyen (2) | 1 – 0 | EA Saint-Renan (1) |  |  |
|             |                     |       |                    |  |  |

| 15 décembre | CS Mainvilliers (2) | 0 – 5 | EA Guingamp (1) |  |  |
|             |                     |       |                 |  |  |

| 15 décembre | Ploërmel FC (2) | 0 – 4 | US Avranches MSM (1) |  |  |
|             |                 |       |                      |  |  |

- Groupe F

| 15 décembre | OS Maladrerie Caen (2) | 3 – 0 | AF Virois (2) |  |  |
|             |                        |       |               |  |  |

| 15 décembre | Paris Saint-Germain (1) | 4 – 0 | FC 93 BBG (1) |  |  |
|             |                         |       |               |  |  |

| 15 décembre | AFC Creil (2) | 1 – 1 | FC Saint-Lô (2) |  |  |
|             |               |       |                 |  |  |

| 15 décembre | Quevilly-Rouen Métropole (1) | 2 – 3 | Amiens SC (1) |  |  |
|             |                              |       |               |  |  |

| 14 décembre | ESM Gonfreville (2) | 1 – 4 | SM Caen (1) |  |  |
|             |                     |       |             |  |  |

| 15 décembre | FC Versailles 78 (2) | 2 – 1 | FC Mantois 78 (2) |  |  |
|             |                      |       |                   |  |  |

| 15 décembre | US Grigny (2) | 2 – 5 | JA Drancy (2) |  |  |
|             |               |       |               |  |  |

| 15 décembre | RC France (1) | 2 – 2 | Le Havre AC (1) |  |  |
|             |               |       |                 |  |  |

- Groupe G

| 15 décembre | Olympique marcquois (1) | 2 – 0 | FC Chambly Oise (1) |  |  |
|             |                         |       |                     |  |  |

| 14 décembre | CS Sedan-Ardennes (2) | 2 – 3 | US Lesquin (2) |  |  |
|             |                       |       |                |  |  |

| 14 décembre | US Pays de Saint-Omer (2) | 0 – 2 | RC Lens (1) |  |  |
|             |                           |       |             |  |  |

| 15 décembre | CSL Aulnay (2) | 1 – 4 | LOSC Lille (1) |  |  |
|             |                |       |                |  |  |

| 15 décembre | USO Bruay-la-Buissière (3) | 1 – 4 | SC Abbeville (2) |  |  |
|             |                            |       |                  |  |  |

| 14 décembre | Gravelines Grand Fort (2) | 0 – 3 | USL Dunkerque (1) |  |  |
|             |                           |       |                   |  |  |

| 15 décembre | Stade de Reims (1) | 3 – 0 | Valenciennes FC (1) |  |  |
|             |                    |       |                     |  |  |

| 15 décembre | AS Bersée (3) | 1 – 2 | Le Blanc-Mesnil SF (2) |  |  |
|             |               |       |                        |  |  |

- Groupe H

| 15 décembre | APM Metz (2) | 1 – 1 | US Vandoeuvre (2) |  |  |
|             |              |       |                   |  |  |

| 15 décembre | Paris FC (1) | 1 – 3 | ES Troyes AC (1) |  |  |
|             |              |       |                  |  |  |

| 15 décembre | AS Nancy-Lorraine (2) | 0 – 1 | FC Sochaux-Montbéliard (1) |  |  |
|             |                       |       |                            |  |  |

| 15 décembre | FC Metz (1) | 2 – 1 | RC Strasbourg (1) |  |  |
|             |             |       |                   |  |  |

| 15 décembre | FC Sarrebourg (2) | 0 – 1 | Montfermeil FC (2) |  |  |
|             |                   |       |                    |  |  |

| 15 décembre | ES Molsheim-Ernolsheim (2) | 0 – 2 | FC Mulhouse (1) |  |  |
|             |                            |       |                 |  |  |

| 15 décembre | US Créteil-Lusitanos (2) | 3 – 0 | Olympique de Noisy-le-Sec (2) |  |  |
|             |                          |       |                               |  |  |

| 15 décembre | RC Épernay (2) | 1 – 1 | Torcy PVM (2) |  |  |
|             |                |       |               |  |  |

Légende : (1):Championnat national U19 - (2):Championnat régional - (3):Championnat départemental

### Trente-deuxièmes de finale
- Groupe A

| 12 janvier | SM Caen (1) | 2–1 | RC Lens (1) |  |  |
|            |             |     |             |  |  |

| 12 janvier | SC Abbeville (2) | 4-1 | Olympique marcquois (1) |  |  |
|            |                  |     |                         |  |  |

| 12 janvier | JA Drancy (2) | 2–1 | US Créteil-Lusitanos (2) |  |  |
|            |               |     |                          |  |  |

| 12 janvier | USL Dunkerque (1) | 2–2 | US Avranches MSM (1) |  |  |
|            |                   |     |                      |  |  |
|            | Tirs au but 7-8   |     |                      |  |  |

| 14 janvier | US Lesquin (2) | – | Amiens SC (1) |  |  |
|            |                |   |               |  |  |

| 12 janvier | OS Maladrerie Caen (2) | 1–1 | Paris Saint-Germain (1) |  |  |
|            |                        |     |                         |  |  |
|            | Tirs au but 5-4        |     |                         |  |  |

| 12 janvier | AFC Creil (2)   | 2–2 | LOSC Lille (1) |  |  |
|            |                 |     |                |  |  |
|            | Tirs au but 3-1 |     |                |  |  |

| 12 janvier | Le Blanc-Mesnil SF (2) | 2–3 | RC France (1) |  |  |
|            |                        |     |               |  |  |

- Groupe B

| 12 janvier | FC Sochaux-Montbéliard (1) | 1–4 | Olympique lyonnais (1) |  |  |
|            |                            |     |                        |  |  |

| 12 janvier | GFA Rumilly-Vallières (2) | 1–1 | AS Saint-Priest (2) |  |  |
|            |                           |     |                     |  |  |
|            | Tirs au but 1-4           |     |                     |  |  |

| 12 janvier | US Vandoeuvre (2) | 0–5 | Montfermeil FC (1) |  |  |
|            |                   |     |                    |  |  |

| 12 janvier | FC Annecy (2) | 0–1 | AJ Auxerre (1) |  |  |
|            |               |     |                |  |  |

| 12 janvier | Sud Haut-Marnais (2) | 1–2 | ASM Belfort (2) |  |  |
|            |                      |     |                 |  |  |

| 12 janvier | Torcy PVM (2)   | 2–2 | Stade de Reims (1) |  |  |
|            |                 |     |                    |  |  |
|            | Tirs au but 6-5 |     |                    |  |  |

| 11 janvier | FC Mulhouse (1) | 0–2 | Dijon FCO (1) |  |  |
|            |                 |     |               |  |  |

| 12 janvier | ES Troyes AC (1) | 4–2 | FC Metz (1) |  |  |
|            |                  |     |             |  |  |

- Groupe C

| 12 janvier | Pau FC (2) | 3–0 | Clermont Saint-Jacques (2) |  |  |
|            |            |     |                            |  |  |

| 12 janvier | Gap Foot 05 (2) | 0–0 | Andrézieux-Bouthéon FC (1) |  |  |
|            |                 |     |                            |  |  |
|            | Tirs au but 3-4 |     |                            |  |  |

| 11 janvier | Avenir Sud Ardèche (3) | 0–1 | Olympique d'Alès (2) |  |  |
|            |                        |     |                      |  |  |

| 12 janvier | Olympique de Marseille (1) | 3–3 | Toulouse FC (1) |  |  |
|            |                            |     |                 |  |  |
|            | Tirs au but 2-4            |     |                 |  |  |

| 11 janvier | SC Bastia (2)   | 1–1 | Rodez AF (1) |  |  |
|            |                 |     |              |  |  |
|            | Tirs au but 4-3 |     |              |  |  |

| 12 janvier | SC Montredon-Bonneveine (2) | 0–2 | AS Monaco (1) |  |  |
|            |                             |     |               |  |  |

| 12 janvier | Montpellier HSC (1) | 4–1 | SC Air-Bel (1) |  |  |
|            |                     |     |                |  |  |

| 12 janvier | Nîmes Olympique (2) | 1–2 | OGC Nice (1) |  |  |
|            |                     |     |              |  |  |

- Groupe D

| 12 janvier | Stade pontivyen (2) | 2–2 | Bergerac Périgord FC (1) |  |  |
|            |                     |     |                          |  |  |
|            | Tirs au but 4-3     |     |                          |  |  |

| 12 janvier | AS Mulsanne-Téloché (2) | 0–2 | EA Guingamp (1) |  |  |
|            |                         |     |                 |  |  |

| 12 janvier | FC Versailles 78 (2) | 0–2 | Angers SCO (1) |  |  |
|            |                      |     |                |  |  |

| 12 janvier | Stade brestois 29 (1) | 4–1 | Tours FC (1) |  |  |
|            |                       |     |              |  |  |

| 12 janvier | Le Poiré-sur-Vie VF (2) | 2–1 | US Orléans (1) |  |  |
|            |                         |     |                |  |  |

| 12 janvier | Stade lavallois (1) | 2–3 | Stade rennais FC (1) |  |  |
|            |                     |     |                      |  |  |

| 12 janvier | Dinan-Léhon FC (2) | 2–0 | Blois Foot 41 (2) |  |  |
|            |                    |     |                   |  |  |

| 12 janvier | Stade poitevin (2) | 1–5 | FC Nantes (1) |  |  |
|            |                    |     |               |  |  |

### Seizièmes de finale
| 1 février | Pau FC (2)          | 2 – 2 | Toulouse FC (1) | Nouste Camp |
| 14:30     |                     |       |                 |             |
|           | Tirs au but 11 - 12 |       |                 |             |

| 1 février | AS Saint-Priest (2) | 3 – 3 | OGC Nice (1) | Stade Jacques-Joly n°2 |
| 15:30     |                     |       |              |                        |
|           | Tirs au but 1 - 4   |       |              |                        |

| 1 février | Dinan-Léhon FC (2) | 0 – 0 | Stade brestois 29 (1) | Complexe sportif Guy-Manivel n°2 |
| 18:00     |                    |       |                       |                                  |
|           | Tirs au but 5 - 3  |       |                       |                                  |

| 2 février | SC Bastia (2)     | 0 – 0 | ES Troyes AC (1) | Stade Armand-Cesari |
| 13:00     |                   |       |                  |                     |
|           | Tirs au but 4 - 3 |       |                  |                     |

| 2 février | OS Maladrerie Caen (2) | 3 – 1 | SC Abbeville (2) | Stade Joseph-Déterville |
| 14:30     |                        |       |                  |                         |

| 2 février | Racing CFF (1) | 3 – 1 | SM Caen (1) | Stade Yves-du-Manoir |
| 14:30     |                |       |             |                      |

| 2 février | Le Poiré-sur-Vie VF (2) | 2 – 0 | Angers SCO (1) | Stade de l'Idonnière |
| 14:30     |                         |       |                |                      |

| 2 février | US Avranches MSM (1) | 2 – 1 | Montfermeil FC (1) | Stade René-Fenouillère |
| 14:30     |                      |       |                    |                        |

| 2 février | Stade pontivyen (2) | 2 – 6 | FC Nantes (1) | Stade du Faubourg de Verdun |
| 14:30     |                     |       |               |                             |

| 2 février | Stade rennais FC (1) | 3 – 1 | EA Guingamp (1) | Stade de la Piverdière Nord |
| 14:30     |                      |       |                 |                             |

| 2 février | JA Drancy (2)     | 1 – 1 | AS Monaco (1) | Stade Charles-Sage |
| 14:30     |                   |       |               |                    |
|           | Tirs au but 2 - 4 |       |               |                    |

| 2 février | Dijon FCO (1) | 2 – 1 | Montpellier HSC (1) | Complexe sportif DFCO |
| 14:30     |               |       |                     |                       |

| 2 février | ASM Belfort (2) | 1 - 4 | Torcy PVM (2) | Stade des Trois-Chênes |
| 14:30     |                 |       |               |                        |

| 2 février | Olympique d'Alès (2) | 0 – 8 | Olympique lyonnais (1) | Stade Pierre-Pibarot |
| 14:30     |                      |       |                        |                      |

| 2 février | AFC Creil (2) | 1 – 2 | Amiens SC (1) | Stade vélodrome Roger-Salengro |
| 15:00     |               |       |               |                                |

| 2 février | AJ Auxerre (1) | 2 – 0 | Andrézieux-Bouthéon FC (1) | Stade de l'Abbé-Deschamps n°2 |
| 16:30     |                |       |                            |                               |

### Huitièmes de finale
| 2 mars | Stade rennais FC (1) | 3-2 | AS Monaco (1) | Stade de la Piverdière Nord |
| 14:30  |                      |     |               |                             |

| 2 mars | Le Poiré-sur-Vie VF (2) | 0-3 | Dijon FCO (1) | Stade de l'Idonnière |
| 14:30  |                         |     |               |                      |

| 2 mars | FC Nantes (1) | 2-0 | RC France (1) | Stade Marcel-Saupin |
| 14:30  |               |     |               |                     |

| 2 mars | Toulouse FC (1) | 0-2 | AJ Auxerre (1) | Stade Brice-Taton |
| 14:30  |                 |     |                |                   |

| 2 mars | Dinan-Léhon FC (2) | 1-3 | Amiens SC (1) | Stade du Clos-Gastel |
| 14:30  |                    |     |               |                      |

| 2 mars | OS Maladrerie Caen (2) | 0-1 | US Avranches MSM (1) | Stade Joseph Déterville |
| 14:30  |                        |     |                      |                         |

| 2 mars | Torcy PVM (2) | 0-3 | OGC Nice (1) | Complexe sportif du Fremoy |
| 14:30  |               |     |              |                            |

| 2 mars | SC Bastia (2)   | 0-0 | Olympique lyonnais (1) | Stade Armand-Cesari |
| 16:00  |                 |     |                        |                     |
|        | Tirs au but 4-3 |     |                        |                     |

### Quarts de finale
Le tirage au sort des quarts de finale et des demi-finales a lieu le 6 mars 2025 au siège de la FFF.
| 30 mars | Stade rennais FC (1) | 1 – 1 | OGC Nice (1) | Roazhon Park |
| 14:30   |                      |       |              |              |
|         | Rapport              |       |              |              |
|         | Tirs au but 4 - 2    |       |              |              |

| 30 mars | Amiens SC (1) | 0 – 1 | FC Nantes (1) | Stade de la Licorne |
| 14:30   |               |       |               |                     |
|         | Rapport       |       |               |                     |

| 30 mars | AJ Auxerre (1) | 3 – 0 | US Avranches MSM (1) | Stade Abbé Deschamps n°2 |
| 14:30   |                |       |                      |                          |
|         | Rapport        |       |                      |                          |

| 30 mars | SC Bastia (2) | 1 – 2 | Dijon FCO (1) | Stade Armand-Cesari |
| 14:30   |               |       |               |                     |
|         | Rapport       |       |               |                     |

### Demi-finales
Le tirage au sort des quarts de finale et des demi-finales a lieu le 6 mars 2025 au siège de la FFF.
| 20 avril | Dijon FCO (1) | 1 – 1 | FC Nantes (1) |  |  |
|          |               |       |               |  |  |

| 20 avril | AJ Auxerre (1) | 0 – 0 | Stade rennais FC (1) |  |  |
|          |                |       |                      |  |  |

### Finale
| Titulaires :     |                             |
|                  |                             |
|                  | Ylann Marie Rose            |
|                  | Kezian Mougammadou Houssain |
|                  | Luis Puleri                 |
|                  | Lois D'Elia                 |
|                  | Brayan Djadja               |
|                  | Maxence Gazon               |
|                  | Sirina Doucoure 66e         |
|                  | Faiss Mahamat-Bindi         |
|                  | Enzo Ibrahim Riviere        |
|                  | Hatem Mimoune 82e           |
|                  | Loic Lagnon 76e             |
|                  |                             |
| Remplaçants :    |                             |
|                  | Tyris Dong                  |
|                  | Jibril Bouzaiene 82e        |
|                  | Saim Balmain 66e            |
|                  | Youri Fourlin 76e           |
|                  | Yanis Hidja                 |
|                  |                             |
| Entraîneur :     |                             |
| Sébastien Perrin |                             |

| Titulaires :         |                                |
|                      |                                |
|                      | Ayoub Akabou                   |
|                      | Mohamed Chebbi                 |
|                      | Mervin Gbeme                   |
|                      | Ruben Lomet                    |
|                      | Junior Ake                     |
|                      | Joël-Emmanuel Coulibaly        |
|                      | Boukary Coulibaly 79e          |
|                      | Steeve Mvodo 64e               |
|                      | Kader Meïté 90+3e              |
|                      | Noah Loufoundou 64e            |
|                      | Lucas Rosier                   |
|                      |                                |
| Remplaçants :        |                                |
|                      | Noé Le Page                    |
|                      | Baptiste N'Siala Makengo 90+3e |
|                      | Chibuike Ugochukwu 64e         |
|                      | Erwan-Idrisse Traoré 64e       |
|                      | Kelvin Dongopandji 79e         |
|                      |                                |
| Entraîneur :         |                                |
| William Stanger (en) |                                |

| Titulaires :     |                             |
|                  |                             |
|                  | Ylann Marie Rose            |
|                  | Kezian Mougammadou Houssain |
|                  | Luis Puleri                 |
|                  | Lois D'Elia                 |
|                  | Brayan Djadja               |
|                  | Maxence Gazon               |
|                  | Sirina Doucoure 66e         |
|                  | Faiss Mahamat-Bindi         |
|                  | Enzo Ibrahim Riviere        |
|                  | Hatem Mimoune 82e           |
|                  | Loic Lagnon 76e             |
|                  |                             |
| Remplaçants :    |                             |
|                  | Tyris Dong                  |
|                  | Jibril Bouzaiene 82e        |
|                  | Saim Balmain 66e            |
|                  | Youri Fourlin 76e           |
|                  | Yanis Hidja                 |
|                  |                             |
| Entraîneur :     |                             |
| Sébastien Perrin |                             |

| Titulaires :         |                                |
|                      |                                |
|                      | Ayoub Akabou                   |
|                      | Mohamed Chebbi                 |
|                      | Mervin Gbeme                   |
|                      | Ruben Lomet                    |
|                      | Junior Ake                     |
|                      | Joël-Emmanuel Coulibaly        |
|                      | Boukary Coulibaly 79e          |
|                      | Steeve Mvodo 64e               |
|                      | Kader Meïté 90+3e              |
|                      | Noah Loufoundou 64e            |
|                      | Lucas Rosier                   |
|                      |                                |
| Remplaçants :        |                                |
|                      | Noé Le Page                    |
|                      | Baptiste N'Siala Makengo 90+3e |
|                      | Chibuike Ugochukwu 64e         |
|                      | Erwan-Idrisse Traoré 64e       |
|                      | Kelvin Dongopandji 79e         |
|                      |                                |
| Entraîneur :         |                                |
| William Stanger (en) |                                |

## Synthèse

### Nombre d'équipes par division et par tour
| Divisions / Tour | 1er tour fédéral | 32es de finale | 16es de finale | 8es de finale | Quarts de finale | Demi-finales  | Finale        | Vainqueur     |
| ---------------- | ---------------- | -------------- | -------------- | ------------- | ---------------- | ------------- | ------------- | ------------- |
| National (1)     | 55               | 35             | 19             | 11            | 7                | 4             | 2             | 1             |
| Ligue (2)        | 67               | 28             | 13             | 5             | 1                | 0             | 0             | 0             |
| District (3)     | 4                | 1              | Aucune équipe  | Aucune équipe | Aucune équipe    | Aucune équipe | Aucune équipe | Aucune équipe |
| Outre-mer        | 1                | Aucune équipe  | Aucune équipe  | Aucune équipe | Aucune équipe    | Aucune équipe | Aucune équipe | Aucune équipe |
| Total            | 127              | 64             | 32             | 16            | 8                | 4             | 2             | 1             |